# Messier 88
Messier 88 (M88 ili NGC 4501) je spiralna galaksija u zviježđu Berenikinoj kosi. Otkrio ju je Charles Messier 18. ožujka 1781. godine.

## Svojstva
M88 se nalazi na udaljenosti od oko 47 milijuna svjetlosnih godina i dio je skupa galaktika Djevice. M88 ima prividni promjer od 6,9' što odgovara stvarnom promjeru od 94.000 svjetlosnih godina. Svojim dimenzijama, M88 je tek neznatno manja od naše Mliječne staze (Kumove slame).
M88 posjeduje simetrične i ne odveć izražene spiralne krakove.

## Amaterska promatranja
Prividni sjaj galaktike je magnitude + 9,6. Moguće ju je vidjeti i u manjim instrumentima s promjerom objektiva od 80 mm. U 200 mm-skom teleskopu vidi se kao elipsasta mrlja, umjereno sjajna s izraženim središnjim zadebljanjem. Moguće je uočiti i izdanak koji se pruža iz jezgre na jugozapadnom rubu galaksije.

## Vanjske poveznice
- (engl.) SEDS: NGC 4501
- (engl.) Revidirani Novi opći katalog
- (engl.) Izvangalaktička baza podataka NASA-e i IPAC-a
- (engl.) Astronomska baza podataka SIMBAD
- (engl.) VizieR

Skica M88